# 2009 en Mongolie
Cet article présente les faits marquants de l'année 2009 en Mongolie.

## Évènements
- Vendredi 6 mars 2009 : Le Fonds monétaire international annonce  être parvenu à un accord en vue de l'octroi d'une ligne de crédit de 224 millions de dollars sur 18 mois à la Mongolie « durement touchée par la crise financière mondiale du fait d'une chute soudaine du prix des principales matières premières qu'elle exporte, notamment le cuivre ».

- Dimanche 24 mai 2009 : Le candidat du Parti démocrate (opposition) gagne l'élection présidentielle face au chef de l'État sortant issu des rangs des ex-communistes, Nambaryn Enkhbayar (50 ans) du Parti révolutionnaire du peuple mongol[1].

- Mercredi 15 juillet 2009 : Les plus importantes inondations depuis 1966 causent la mort d'au moins 23 personnes dans la région d'Oulan-Bator et dans la province de Govi-Altai (ouest).

- Lundi 27 juillet 2009 : Visite du secrétaire général de l'ONU Ban Ki-moon, qui s'est entretenu avec le premier ministre Sanj Bayar et le président Tsakhiagiin Elbegdorj, des effets du changement climatique dans ce pays de steppes particulièrement touché par la désertification[2].